# Mercedes (Corrientes)
Mercedes ist eine Stadt im Zentrum der Provinz Corrientes in Argentinien mit etwa 33.500 Einwohnern (Stand INDEC 2010). Sie ist Hauptstadt des gleichnamigen Departamentos Mercedes. 

## Lage
Mercedes befindet sich in 700 km Entfernung zur argentinischen Hauptstadt Buenos Aires. Der Ort liegt etwa 100 km vor der brasilianischen Grenze. Die Entfernung nach Corrientes in Richtung Nordnordwest beträgt ungefähr 200 km. Zu den südlichen Ufern des Schutz- und Sumpfgebietes Esteros del Iberá sind es 40 km nach Norden. In der Nähe der Stadt befindet sich Itá Pucú, ein Naturdenkmal aus Stein.

## Geschichte
Die offizielle Gründung der Stadt fand im Jahr 1832 im Auftrag von Gouverneur Pedro Ferré statt. Ursprünglich hieß der Ort Paí Ubre (aus dem Guaraní). 1835 wurde er in Nuestra Señora de las Mercedes umbenannt.

## Verkehr
Der Aeropuerto del Iberá liegt 4 km südlich des Ortes.